# Arrondissement du Salzland
L'arrondissement du Salzland  est un arrondissement  ("Landkreis" en allemand) de Saxe-Anhalt  (Allemagne).
Son chef lieu est Bernburg (Saale).
Le nom (littéralement "pays du sel") fait référence aux salines et mines de sel qui ont marqué cette région.

## Villes, communes & communautés d'administration
(nombre d'habitants en 2010)
Einheitsgemeinden
1. Aschersleben, ville (29 082)
2. Barby, ville (9 293)
3. Bernburg (Saale), ville (35 516)
4. Bördeland (8 186)
5. Calbe (Saale), ville (9 914)
6. Hecklingen, ville (7 534)
7. Könnern, ville (9 233)
8. Nienburg (Saale), ville (6 989)
9. Schönebeck (Elbe), ville (33 888)
10. Seeland, ville (8 922)
11. Staßfurt, ville (28 605)

Verbandsgemeinden avec leurs communes membres
(* siège de la Verbandsgemeinde)
| 1. Verbandsgemeinde Egelner Mulde 1. Bördeaue (1 967) 2. Börde-Hakel (3 355) 3. Borne (1 313) 4. Egeln, ville * (3 712) 5. Wolmirsleben (1 417) | 2. Verbandsgemeinde Saale-Wipper 1. Alsleben (Saale), ville (2 564) 2. Giersleben (1 039) 3. Güsten, ville * (4 518) 4. Ilberstedt (1 149) 5. Plötzkau (1 383) |